# Congregación de los Hermanos de la Caridad

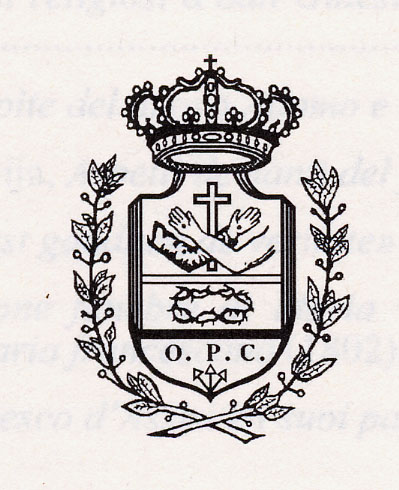
Escudo de la Tercera Orden Regular de San Francisco

La Congregación de los Hermanos de la Caridad (Hermanos de la Caridad o Frailes de la Caridad, en latín: Congregatio Fratrum a Caritate, en italiano: Frati della Carità; llamados "Frati Bigi" ("frailes grises") o simplemente "Bigi", por el color gris de su hábito) fue un instituto religioso masculino de derecho pontificio, activo desde 1859 hasta 1972.

## Historia
La congregación fue fundada el 8 de diciembre de 1859 por el franciscano Ludovico da Casoria (1814-1885, canonizado en 2014) y reservada para hombres, al igual que la congregación de las Hermanas Franciscanas Isabelinas fue fundada más tarde para mujeres (1862).
Los primeros "frailes grises" fueron hermanos laicos, pero luego se agregaron algunos sacerdotes. Profesaron la regla de la Tercera Orden Franciscana con especial cuidado por la educación de los jóvenes plebeyos en condiciones desfavorecidas y la asistencia a los enfermos.
Los primeros lugares de destino de los frailes fueron el "Hospital de los incurables" de Nápoles y el "Hospital militar" de Caserta. Posteriormente estuvieron al frente de las más importantes fundaciones en Nápoles, Sorrento, Asís, Roma y Florencia, así como, a partir de 1861, comprometidos en la obra misionera en África.
A los frailes, Ludovico da Casoria agregó las Suore Bigie ("hermanas grises") en 1866, en muchos sentidos el equivalente femenino de la congregación masculina: sus deberes incluían la oración por los moribundos, el entierro y la exhumación de los muertos y la oración por sus almas (de esto derivaron el apodo de "ayudantes del Purgatorio").
Por ejemplo, a finales de 1866 el fundador, junto con los frailes, asumió la dirección del convento de Afragola, fundando allí una escuela de Artes y Oficios para los Accattoncelli, una escuela externa, un pequeño hospital y una casa para los anciano.
Ludovico da Casoria encomendó entonces a las dos congregaciones la gestión de los numerosos colegios e institutos de caridad que fundó, que florecieron de manera asombrosa en la zona centro-sur de la península, llegando a un total de más de 200, destinados a los pobres, indigentes, huérfanos, niños, enfermos y ancianos. En particular, antes de morir, el fundador encomendó a sus frailes su labor de educar a los niños negros.
La Congregación fue aprobada el 13 de julio de 1896 por el Papa León XIII como Instituto de votos simples y obtuvo plena autonomía en 1934.
A pesar de la presencia discreta (en 1961 tenía 10 casas y 46 religiosos), fue suprimida por la Congregación para los Institutos de Vida Consagrada y las Sociedades de Vida Apostólica con el decreto n. 14394/67-N.16 del 15 de febrero de 1972 (reconocido posteriormente por Decreto Presidencial n° 341 del 24 de junio de 1975).
Hoy, el trabajo de los "frailes grises" es continuado por las "hermanas grises" que todavía están floreciendo y expandiéndose, con casas en Italia, América e India.

## Artículos relacionados
- Orden Franciscana Seglar